# چچیلیا بربورا
چچیلیا بربورا (رومانیایی: Cecilia Bârbora؛ زادهٔ ۱۰ مه ۱۹۶۳) بازیگر اهل رومانی است.
از فیلم‌ها یا مجموعه‌های تلویزیونی که وی در آن‌ها نقش داشته‌است، می‌توان به سناتور حلزون‌ها و خیلی دیر اشاره نمود.